# Teledapus dorcadioides
Teledapus dorcadioides är en skalbaggsart som beskrevs av Francis Polkinghorne Pascoe 1871. Teledapus dorcadioides ingår i släktet Teledapus och familjen långhorningar. Inga underarter finns listade i Catalogue of Life.